# Lissolongichneumon dorsopictus
Lissolongichneumon dorsopictus là một loài tò vò trong họ Ichneumonidae.